# Vajmat
Vajmat är en ort i Jokkmokks kommun, Norrbottens län. Orten ligger 15 kilometer utanför Jokkmokk längs vägen mot Vidsel, intill Vajmatsjön.
Under februarimånad 2007 uppmättes vinterns kallaste temperatur i Vajmat på 40,7 grader. Ortens bebyggelse upprättades under 1920- och 1940-talen. I augusti 2016 fanns det enligt Ratsit 19 personer över 16 år registrerade med Vajmat som adress.